# Cirkulerande fluidiserad bäddpanna
Cirkulerande fluidiserad bäddpanna är en variant på fluidiserad bädd som bygger på att det fasta bränslet inte ligger på en rost i botten på pannan utan att förbränningsluften tillförs i botten och genom sin hastighet håller bränslet i suspension. Bränslepartiklar som följer med upp till toppen av förbränningsrummet i pannan avskiljs i en cyklon-separator och återförs in i botten på pannan. Denna typ av panna är vanlig i moderna kraftvärmeverk som använder olika former av biobränslen.